# Ulrica Bengtsson
Ulrica Bengtsson, född 4 maj 1971 i Helsingborg, är programledare för Lotto-dragningen sedan 2010. 
Under 1990-talet verkade Bengtsson som skådespelare i bland annat såpan Vänner och fiender i Kanal 5, där hon innehade rollen som Diana Metzer. Mellan 2004 och 2007 var hon programpresentatör på TV4. Sedan februari 2010 är Bengtsson programledare för Lotto-dragningen i TV4, där hon efterträdde Annika Duckmark.